# Onthophagus vlasovi
Onthophagus vlasovi es una especie de insecto del género Onthophagus, familia Scarabaeidae, orden Coleoptera.
Fue descrita científicamente por Medvedev en 1958.